# Villefranche-du-Queyran
Villefranche-du-Queyran (en occitano: Vilafranca deu Cairan) es una población y comuna francesa, en la región de Nueva Aquitania, departamento de Lot y Garona, en el distrito de Nérac y cantón de Casteljaloux.

## Demografía
| 446 | 443 | 420 | 340 | 366 | 360 |
| Para los censos de 1962 a 1999 la población legal corresponde a la población sin duplicidades (Fuente: INSEE [Consultar]) |     |     |     |     |     |